# Cosacos del Semirechye

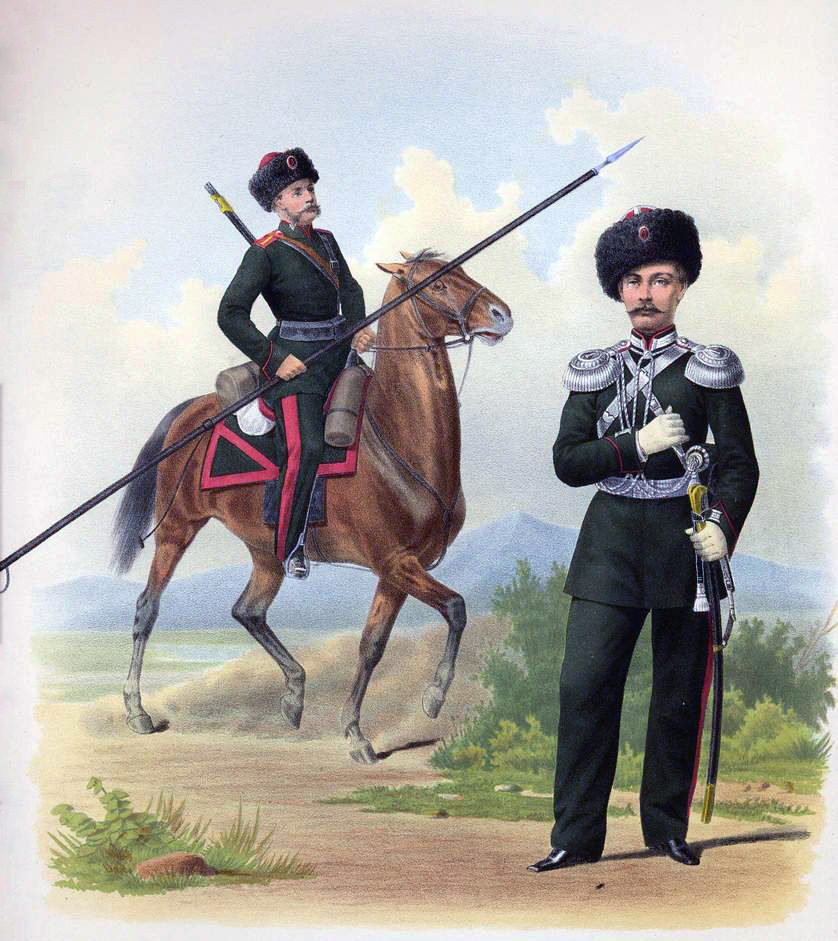
Cosaco y oficial de Estado Mayor del Ejército Cosaco de Semirechensk, 18 de julio de 1867

La Hueste de Cosacos del Semirechye (del ruso: Семиреченское казачье войско) era una hueste cosaca en el Imperio ruso, situada en el óblast de Semirechye (hoy en día comprendiendo la mayor parte de Kirguistán y el óblast de Almaty, óblast de Taldy-Korgan (Taldykorgan), y zonas de los óblastos de Taraz y Semey en Kazajistán) con la sede en Verny.
La Hueste de Cosacos del Semirechye fue creada de una parte de la Hueste de Cosacos de Siberia en 1867. Era liderada por un atamán nakazny (quien fue el gobernador militar del óblast al mismo tiempo), subordinada al gobernador general de la Estepa, comenzando en 1882, y más tarde al Gobernador General del Turquestán, comenzando en 1899.
A principios del siglo XX, la Hueste de Cosacos del Semirechye suministraba un regimiento de caballería (4 sotnias) y 1 sección de guardas en tiempos de paz. En tiempos de guerra proveía tres regimientos de caballería y doce sotnias separados. Los cosacos del Semirechye poseían 7.440 km² de tierra, incluyendo 710 km² de tierra arable. En 1916, la población de cosacos en la región era aproximadamente de 45.000 habitantes.
Durante la Guerra Civil Rusa, la próspera dirección de la Hueste Cosaca del Semirechye se opuso a los Sóviets. Tras la derrota del Movimiento Blanco en la región de Siete Ríos (Semirechye) en abril de 1920, la Hueste de Cosacos del Semirechye se disolvió. Como parte del proceso de "decosaquización" (raskazáchivanie, Расказачивание), sus antiguos miembros fueron trasladados por la fuerza al Extremo Norte ruso.